# Toro (sport)
Pour les articles homonymes, voir Toro.

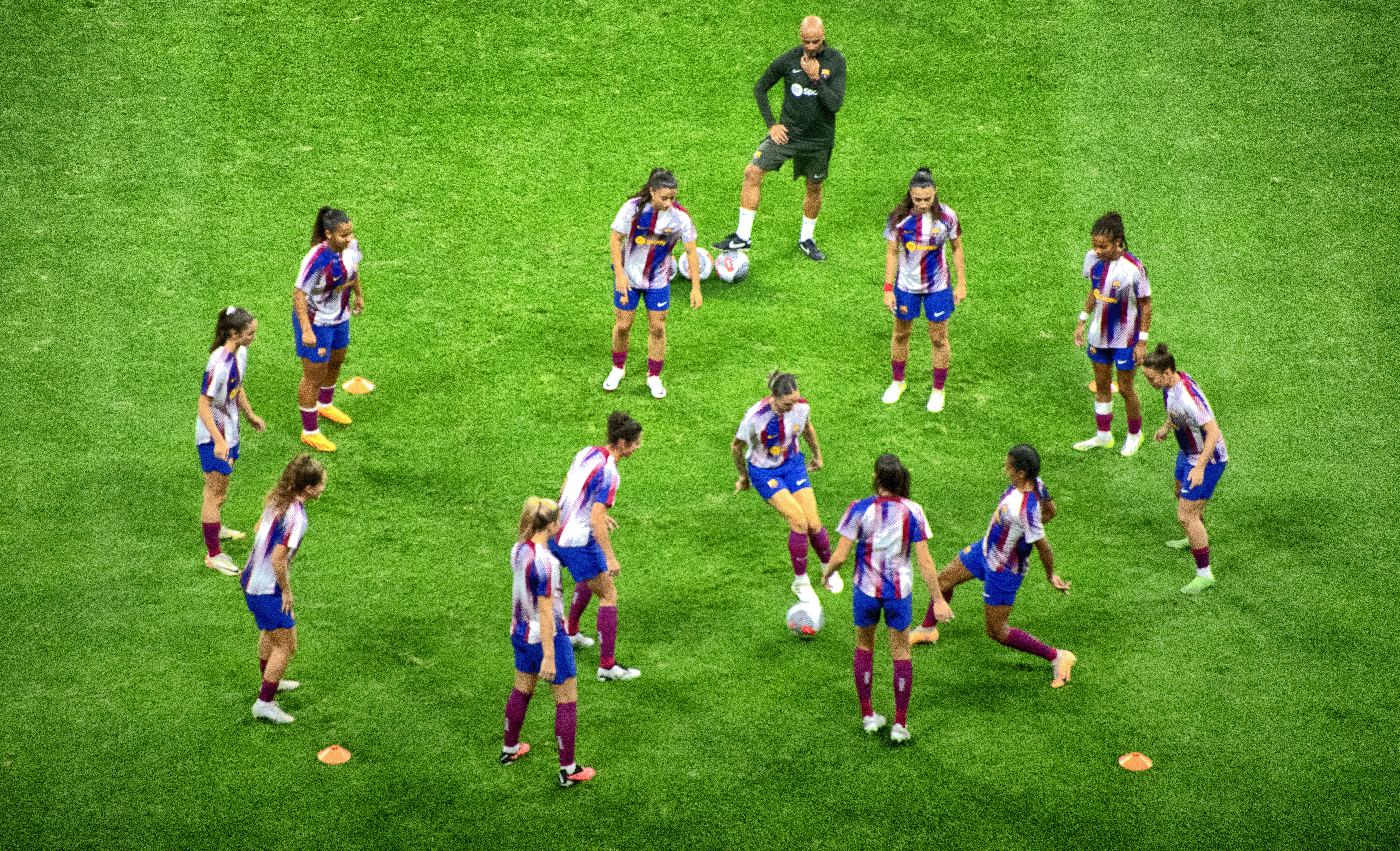
Le FC Barcelona Femení dans un toro en 2023.

Le toro est un jeu pratiqué à l'entraînement dans plusieurs sports collectifs, en particulier le football. Un ou deux participants sont placés seuls au milieu d'un cercle formé par le reste des joueurs et cherchent à interrompre les passes rapides, à une touche, entre ces derniers. L'exercice est plébiscité pour sa capacité à préparer à beaucoup de situations de jeu effectivement rencontrées en cours de match.